# Canon EOS M

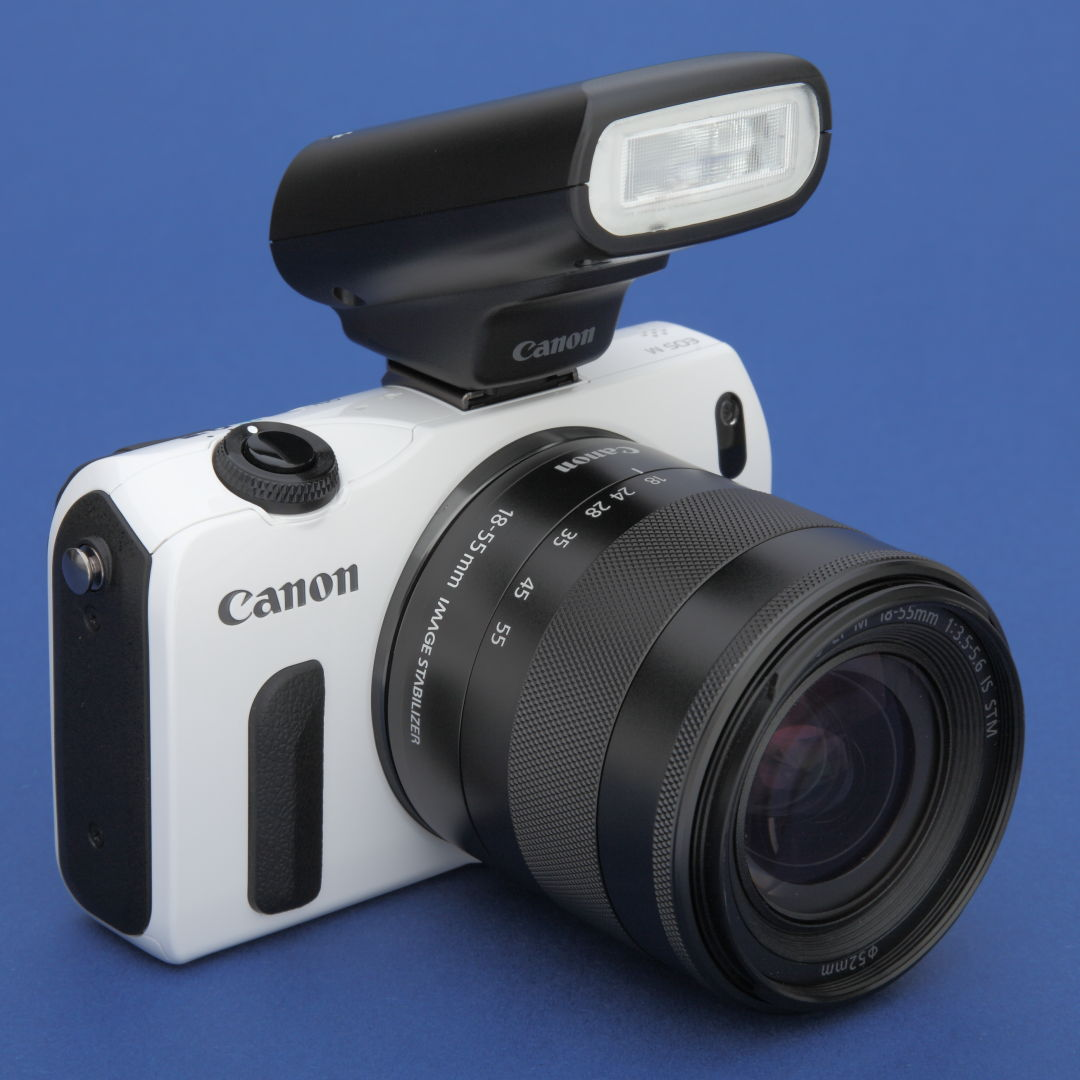
Canon EOS-M

Canon EOS M är den första spegellösa systemkameran som tillverkats av Canon.
DPReview konstaterade att EOS M är en miniatyrversion av Canon EOS 650D, vilken introducerades i juni 2012, men med ett enklare fysiskt gränssnitt.

## Design
Kameran har en 3-tums pekskärm med stöd för multi-touch-gester. Kameran använder en 18 megapixel APS-C-sensor och en DIGIC 5-processor, likt de i Canon EOS 650D.
Kameran använder en ny fattning för objektiv kallad EF-M, vilken tillåter användning av EF- och EF- S-objektiv genom en adapter. Tre objektiv i EF-M-fattning har introducerats på marknaden, ett 22 mm f/2 STM-pannkaksobjektiv, ett 18–55 mm f/3.5-5.6 IS STM-zoomobjektiv samt ett 11–22 mm f/4-5.6 IS STM-vidvinkelzoomobjektiv.
Kameran har inte en inbyggd blixt, men lanserades med en dedikerad Canon Speedlite 90EX, som utgör en del av ett kamerapaket som säljs i delar av världen. Kameran har stöd för video i standardupplösning i 30 bilder/sekund, 720p i 60 eller 50 bilder/sekund och 1080p i 30, 24 eller 25 bilder/sekund.

### Firmware-uppdateringar
Den 27 juni 2013 släpptes en ny firmware, v2.0.2, vilken medför följande korrigeringar och förbättringar:
- Förbättrar fokus-hastighet in One-Shot AF
- Stöder de senaste objektivet för EF-M-fattningen: EF-M 11-22mm f/4-5.6 IS STM
- Korrigerar fel i förenklad kinesiska, ungerska, traditionell kinesiska och koreanska i menyerna.